# Stenanthemum complicatum
Stenanthemum complicatum är en brakvedsväxtart som först beskrevs av F. Müll., och fick sitt nu gällande namn av B.L. Rye. Stenanthemum complicatum ingår i släktet Stenanthemum och familjen brakvedsväxter. Inga underarter finns listade i Catalogue of Life.